# Condado de Stanley (Dakota del Sur)
El condado de Stanley (en inglés: Stanley County, South Dakota), fundado en 1873, es uno de los 66 condados en el estado estadounidense de Dakota del Sur. En el 2000 el condado tenía una población de  2772 habitantes en una densidad poblacional de 1 personas por km². La sede del condado es Fort Pierre.

## Geografía
Según la Oficina del Censo, el condado tiene un área total de 3929 km² (1517,0 mi²), de la cual 3738 km² (1443,2 mi²) es tierra y 191 km² (73,7 mi²) es agua.

### Condados adyacentes
- Condado de Dewey - norte
- Condado de Sully - noreste
- Condado de Hughes - este
- Condado de Lyman - sureste
- Condado de Jones - sur
- Condado de Haakon - oeste

## Demografía
En el 2000 la renta per cápita promedia del condado era de $41 170, y el ingreso promedio para una familia era de $47 197. El ingreso per cápita para el condado era de $20 300. En 2000 los hombres tenían un ingreso per cápita de $29 911 versus $20 898 para las mujeres. Alrededor del 8.70% de la población estaba bajo el umbral de pobreza nacional.
| 1900 | 1910   | 1920 | 1930 | 1940 | 1950 | 1960 | 1970 | 1980 | 1990 | 2000 | Est. 2008 |
| ---- | ------ | ---- | ---- | ---- | ---- | ---- | ---- | ---- | ---- | ---- | --------- |
| 1341 | 14 975 | 2908 | 2381 | 1959 | 2055 | 4085 | 2457 | 2533 | 2457 | 2772 | 2703      |

## Ciudades y pueblos
- Lower Brule
- North Stanley
- South Stanley
- Fort Pierre
- Hayes (no incorporada)
- Mission Ridge (no incorporada)

## Mayores autopistas
| - Carretera de U.S. 14 - Carretera de U.S. 83 - Carretera Dakota del Sur 34 - Carretera Dakota del Sur 63 - Carretera Dakota del Sur 1806 |